# Bertha van Heukelom

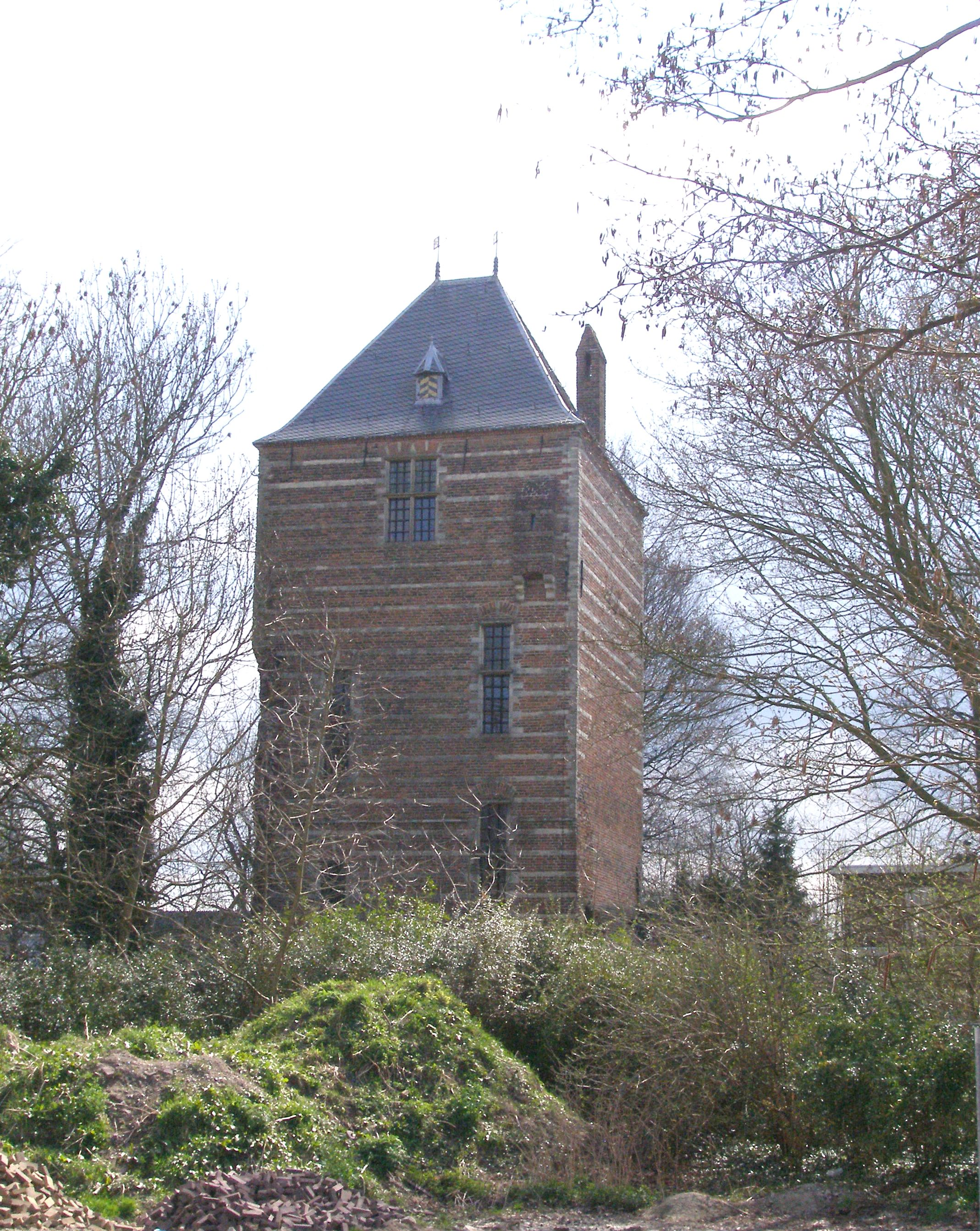
De overgebleven toren van kasteel IJsselstein

Bertha van Heukelom (? - 25 februari 1322) was een dochter van Otto I van Arkel, heer van Heukelom (1254-1283) en een vrouw uit het geslacht Van Heusden.

## Levensloop
Zij was gehuwd met Gijsbrecht van IJsselstein rond 1280 en zou de leeftijd van 14 jaar hebben gehad tijdens de huwelijkse ceremonie. Uit dit huwelijk werden 5 zoons en 2 dochters geboren, waaronder Arnold, Otto, Herbaren, Johan, Willem en Agnes.
Bertha van Heukelom is bekend geworden als aanvoerder van de verdediging van kasteel IJsselstein in 1297 tijdens de strijd tussen de graaf van Holland en de bisschop van Utrecht. Toen haar man gevangen werd genomen door Hubert van Beusichem - Heer van Culemborg, wist ze via een vertrouweling de zoon van Hubert te ontvoeren naar haar kasteel. Ook haar volharding door middel van het langdurig beleg en haar krachtige houding in onderhandelingen qua overgave, brachten haar bewondering op als een heldin. In de 19e eeuw (Romantische tijd) werd het verhaal over het Beleg van IJsselstein weer landelijk uitgediept door onder andere C.J. Kievit, Jacob van Lennep, W. van Spaen en kunstenaars Jozef Israels, J.W. Kaiser en Reinout Crayeavanger. Het verhaal van deze vurige verdedigster had de ingrediënten van trouw, standvastigheid en offers brengen, iets wat in de 19e eeuw omarmd werd door de gemeenschap van Nederland. 

## Na haar overlijden
Zij werd bijgezet in de door haar kleindochter Guyote van IJsselstein opgerichte graftombe van de heren van IJsselstein in de Sint-Nicolaaskerk.
Haar geschiedenis werd opgetekend door Melis Stoke in diens Rijmkroniek. In 1892 verwerkte C. Joh. Kieviet het gegeven in het jeugdboek Fulco de minstreel. 
In de 21 eeuw werd zij min of meer omarmd als een voorbeeld van middeleeuws feminisme.

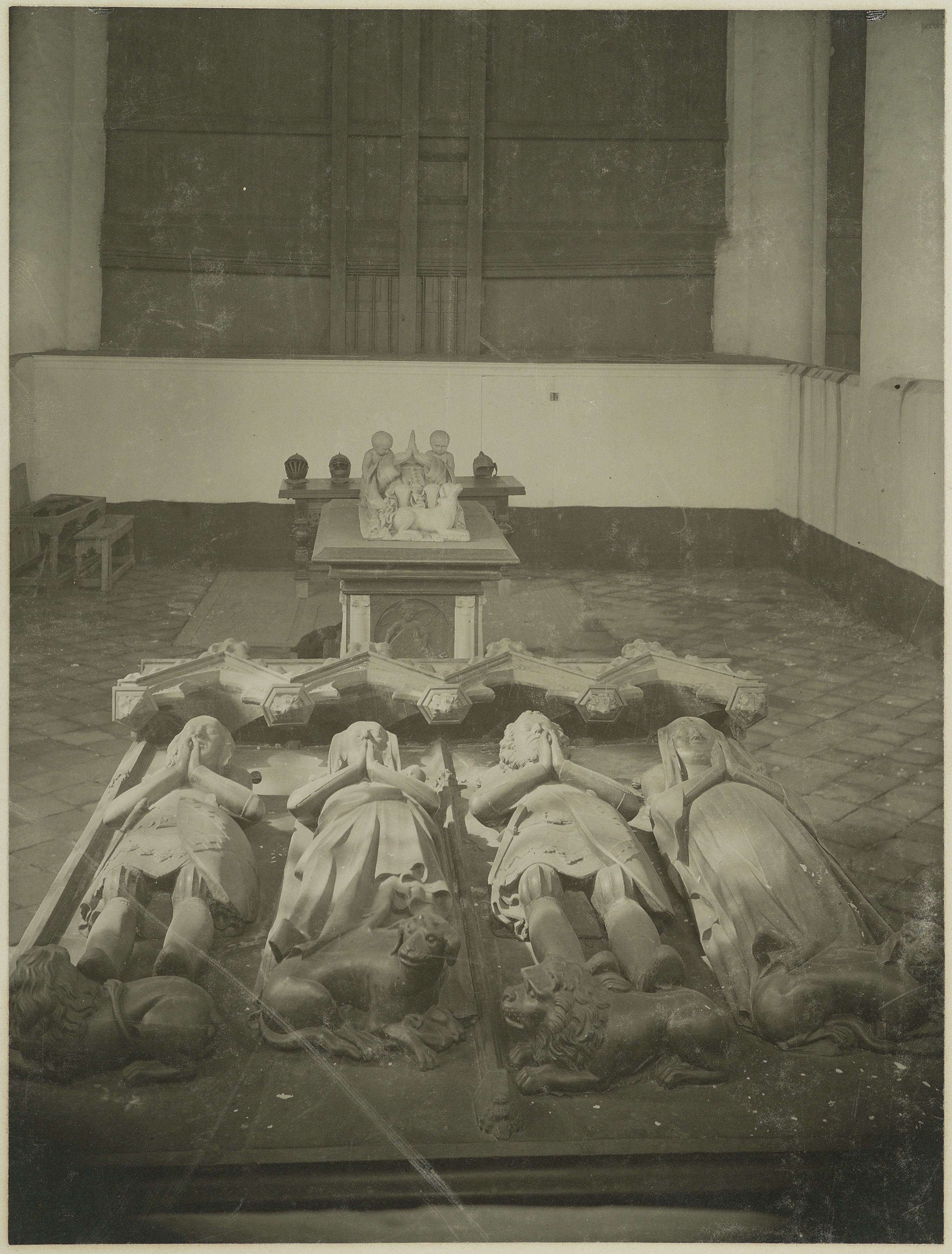
Hervormde kerk (IJsselstein) grafmonument van de Heren van IJsselstein: v.l.n.r. Gijsbrecht van Amstel, Bertha van Heukelom, Arnoud van Amstel, Maria van Henegouwen